# Materialismus
Materialismus je filosofický směr, který do popředí staví hmotu neboli materii. Podle něj je nejen každá věc tvořená hmotou, ale i každý pozorovatelný jev je výsledkem interakce hmoty. 
Jako filozofická teorie náleží materialismus k třídě monistické ontologie. Jako takový je vyhraněn vůči ontologickým teoriím založeným na dualismu a pluralismu. Gnozeologie tohoto směru je čistě empirická, vyznavači tedy spoléhají především na svoje smysly. Jeho gnozeologickým protikladem je idealismus, který za prvotní považuje ideje, jakési pravzory reality, přičemž jen propracováním se k nim lze poznat pravdu.
Materialismus je důležitým paradigmatem v přírodních vědách, kde je úzce spjat s fyzikalismem - názorem, že vše, co existuje, je nakonec fyzické. Filozofický fyzikalismus se vyvinul z materialismu, aby začlenil sofistikovanější představy o fyzikálních silách (např. časoprostor, temná hmota, kvanta. subatomární částice, světlo apod.). Někteří upřednostňují termín fyzikalismus před materialismem, jiní používají oba pojmy, jako by byly synonyma. Základním předpokladem materialistické vědecké práce je metodologický naturalismus, který vysvětluje jevy, pozorované v přírodě pouze přírodními příčinami bez nadpřirozena.  
Velký spor svádí materialismus také v oblasti psychologie. Podle filozofického materialismu jsou mysl a vědomí vedlejšími produkty nebo epifenomény hmotných procesů (jako je biochemie lidského mozku a nervového systému), bez nichž nemohou existovat. Tento koncept je v přímém kontrastu s koncepcí, že mysl a vědomí jsou reality prvního řádu, kterým je hmota podřízena, a materiální interakce jsou druhotné. Opozicí materialismu na této úrovni je panpsychismus.

## Dějiny
Materialismus se vyvinul, patrně nezávisle, v několika geograficky oddělených oblastech během éry, kterou Karl Jaspers nazval Osová doba (asi 800–200 př. n. l.). Ve starověké indické filozofii se vyvinul kolem roku 600 př. n. l. u filozofické školy čárváka (či též lokajáta). Jejím klíčovým myslitelem byl Kanáda. Je mu připisováno dílo Vaišéšika sútra. V této knize Kanáda razí tezi, že všechny objekty hmotného světa je možné rozložit na složky a dostat se až k nerozložitelnému, tedy na atomární úroveň (tzv. parmanu a anu). Proto je někdy považován za zakladatele indické verze atomismu, byť Kanáda hovoří o rozkladu až na úroveň duchovní. 
O něco později se materialismus vyvinul i ve starém Řecku, v učení atomistů, jako byl Démokritos a Epikúros. Ve starém Římě reprezentoval materialismus zejména Titus Lucretius Carus. V jeho básni O přírodě (De Rerum Natura) uvádí, že vše, co existuje, vyplývá z různých pohybů a konfigurací částic základního materiálu nazývaných atomy (doslova „nedělitelné“). Poskytuje mechanistická vysvětlení jevů, jako je eroze, vypařování, vítr a zvuk. Slavnou Lucretiovou zásadou je „Nic se nemůže dotknout těla než jiné tělo“.
Ve staré Číně materialistický postoj reprezentoval Wang Čchung. Jeho nejvýznamnějším dílem je kniha Lun-cheng (Kritická pojednání). Wang učil, že základem všeho je hmotná substance, kterou nazýval juan-ťi (někdy překládáno jako „prvotní éter“). Věci se od sebe liší mírou zhuštění této substance. Wang učil, že existuje i duše, která je z velmi jemné substance, ale je vázána plně na tělo a je od ní neoddělitelná: zaniká spolu s tělem. V člověku podle Wanga nemůže být žádné poznání, které nezískal vnímáním, pozorováním či přemýšlením.
V arabské filozofii materialistickou linii představoval zejména Ibn Tufajl. Ve svém filozofickém románu Živý, syn Bdícího (Hajj ibn Jagzán) představil člověka jako tabula rasa, "nepopsaný list". Člověk podle Tufajla v sobě nemá předpřipraveno žádné poznání či směřování a vše v něm se rodí a formuje zkušeností.
Od 17. století získala materialistická filozofie svou domovinu zejména v Evropě. Za její moderní otce jsou považováni zejména Thomas Hobbes, Pierre Gassendi, Jean Meslier, Julien Offray de La Mettrie, Paul Heinrich Dietrich von Holbach či Denis Diderot. Řada z těchto autorů byla spojena s osvícenským hnutím, byť nikoli všichni osvícenci byli materialisté a ateisté. Zajímavé je, že mezi prvními moderními materialisty byli často kněží (Gassendi, Meslier).
Nový impuls vnesl do materialismu Ludwig Feuerbach se svým materialismem antropologickým ("Člověk stvořil boha k obrazu svému"), jímž otevřel cestu k materialistickému výkladu náboženství a duchovních dějin vůbec. Jím hozenou rukavici zvedli zejména Karl Marx a Friedrich Engels se svým historickým materialismem. Jejich dialektický materialismus zase "stavěl na nohy" Hegelovu dialektiku. Na materialistickou linii marxismu navázal zejména Vladimír Iljič Lenin ve svém spise Marxismus a empiriokriticismus.
Poněkud jinou cestou šel vědecký materialismus, který v 19. století rozpracovali Ludwig Büchner, Jacob Moleschott a Carl Vogt. Mohutný rozvoj přírodních věd jejich dílo silně legitimizoval. Některé myšlenkové směry zrozené v lůně těchto věd - například darwinismus - se také staly, zejména pro spiritualisty a věřící, symboly materialistického přístupu ke světu, nicméně tyto směry neměly materialistickou podstatu svého učení vždy jasně promyšlenou a toto zařazování je předmětem sporů.
Krom marxismu a vědeckému materialismu (např. George Santayana) získal ve 20. století prostor k rozvíjení materialismus také v lůně analytické filozofie (Daniel Dennett, Willard Van Orman Quine, Donald Davidson, Jerry Fodor) a poststrukturalismu (zejm. Gilles Deleuze). 

## Varianty materialismu
- Křesťanský materialismus
- Kulturní materialismus
- Dialektický materialismus
- Eliminativní materialismus
- Ekonomický materialismus
- Historický materialismus (marxistická aplikace materialismu na historii)
- Čárváka